# 赫列布托瓦亚
赫列布托瓦亚（羅馬化：Khrebtovaya）是俄罗斯伊尔库茨克州的工人村（市级镇），属下伊利姆斯克区，位处伊利姆山区，在区行政中心热列兹诺戈尔斯克-伊利姆斯基东北、州府伊尔库茨克北方。设有同名铁路车站。
该地2021年人口有1,140人；2010年人口1,502；2002年人口2,071；1989年人口3,029。